# Dempsey Burges
Dempsey Burges (* 1751 in Shiloh, Camden County, Province of North Carolina; † 13. Januar 1800 im Camden County, North Carolina) war ein US-amerikanischer Politiker. Zwischen 1795 und 1799 vertrat er den Bundesstaat North Carolina im US-Repräsentantenhaus.

## Werdegang
Über die Kindheit und Jugend von Dempsey Burges ist nicht viel bekannt. In den 1770er Jahren schloss er sich der amerikanischen Revolution an. Von 1775 bis 1776 war er Mitglied im Provinzialkongress; danach nahm er am Unabhängigkeitskrieg teil. Dabei war er zunächst bei einer lokalen Einheit und später Oberstleutnant der Kontinentalarmee.
In den 1790er Jahren schloss er sich dem späteren Präsidenten Thomas Jefferson an und wurde Mitglied der von diesem gegründeten Demokratisch-Republikanischen Partei. Bei den Kongresswahlen des Jahres 1794 wurde er im achten Wahlbezirk von North Carolina in das US-Repräsentantenhaus gewählt, wo er am 4. März 1795 die Nachfolge von Benjamin Williams antrat. Nach einer Wiederwahl konnte er bis zum 3. März 1799 zwei Legislaturperioden im Kongress absolvieren.